# Antequera Club de Fútbol
L'Antequera Club de Fútbol è una società calcistica spagnola con sede nella città di Antequera. Milita nella Primera División RFEF, la terza divisione del campionato spagnolo. La squadra gioca le partite casalinghe all'Estadio El Maulí.

## Storia
Il club è nato dalla fusione tra il Puerto Malagueño e il Club Deportivo Antequerano.

## Palmarès

### Competizioni nazionali
- Segunda Federación: 1

2022-2023 (gruppo 4)

### Altri piazzamenti
- Tercera División:

Secondo posto: 2007-2008, 2016-2017
Terzo posto: 2018-2019